# Норт-Мангайм Тауншип (округ Скайлкілл, Пенсільванія)
Норт-Мангайм Тауншип (англ. North Manheim Township) — селище (англ. township) в США, в окрузі Скайлкілл штату Пенсільванія. Населення — 4059 осіб (2020).

## Демографія
Згідно з переписом 2010 року, у селищі мешкало 3770 осіб у 1474 домогосподарствах у складі 993 родин. Було 1581 помешкання
Расовий склад населення:
| - 93,6 % — білих - 3,4 % — чорних або афроамериканців - 1,4 % — азіатів - 0,1 % — корінних американців |

До двох чи більше рас належало 0,9 %. Частка іспаномовних становила 1,6 % від усіх жителів.
За віковим діапазоном населення розподілялося таким чином: 19,9 % — особи молодші 18 років, 62,1 % — особи у віці 18—64 років, 18,0 % — особи у віці 65 років та старші. Медіана віку мешканця становила 43,5 року. На 100 осіб жіночої статі у селищі припадало 97,7 чоловіків;  на 100 жінок у віці від 18 років та старших — 95,1 чоловіків також старших 18 років.
Середній дохід на одне домашнє господарство  становив 82 456 доларів США (медіана — 71 586), а середній дохід на одну сім'ю — 95 617 доларів (медіана — 82 425). За межею бідності перебувало 3,5 % осіб, у тому числі 0,0 % дітей у віці до 18 років та 2,5 % осіб у віці 65 років та старших.
Цивільне працевлаштоване населення становило 1859 осіб. Основні галузі зайнятості: освіта, охорона здоров'я та соціальна допомога — 26,7 %, виробництво — 21,2 %, роздрібна торгівля — 20,1 %.